# Hydropsyche testacea
Hydropsyche testacea là một loài Trichoptera trong họ Hydropsychidae. Chúng phân bố ở miền Australasia.